# Hrochův Týnec
Pour les articles homonymes, voir Týnec.
Hrochův Týnec (en allemand : Hrochow-Teinitz) est une ville du district de Chrudim, dans la région de Pardubice, en République tchèque. Sa population s'élevait à 2 318 habitants en 2024.

## Géographie
Hrochův Týnec se trouve à 9 km à l'est du centre de Chrudim, à 13 km au sud-est de Pardubice et à 107 km à l'est-sud-est de Prague.
La commune est limitée par Dvakačovice, Bořice, Čankovice et Slepotice au nord, par Chroustovice à l'est, par Rosice, Přestavlky et Trojovice au sud, par Nabočany au sud-ouest et par Dolní Bezděkov et Vejvanovice à l'ouest.

## Histoire
La première mention écrite de la localité date de 1293.

## Galerie

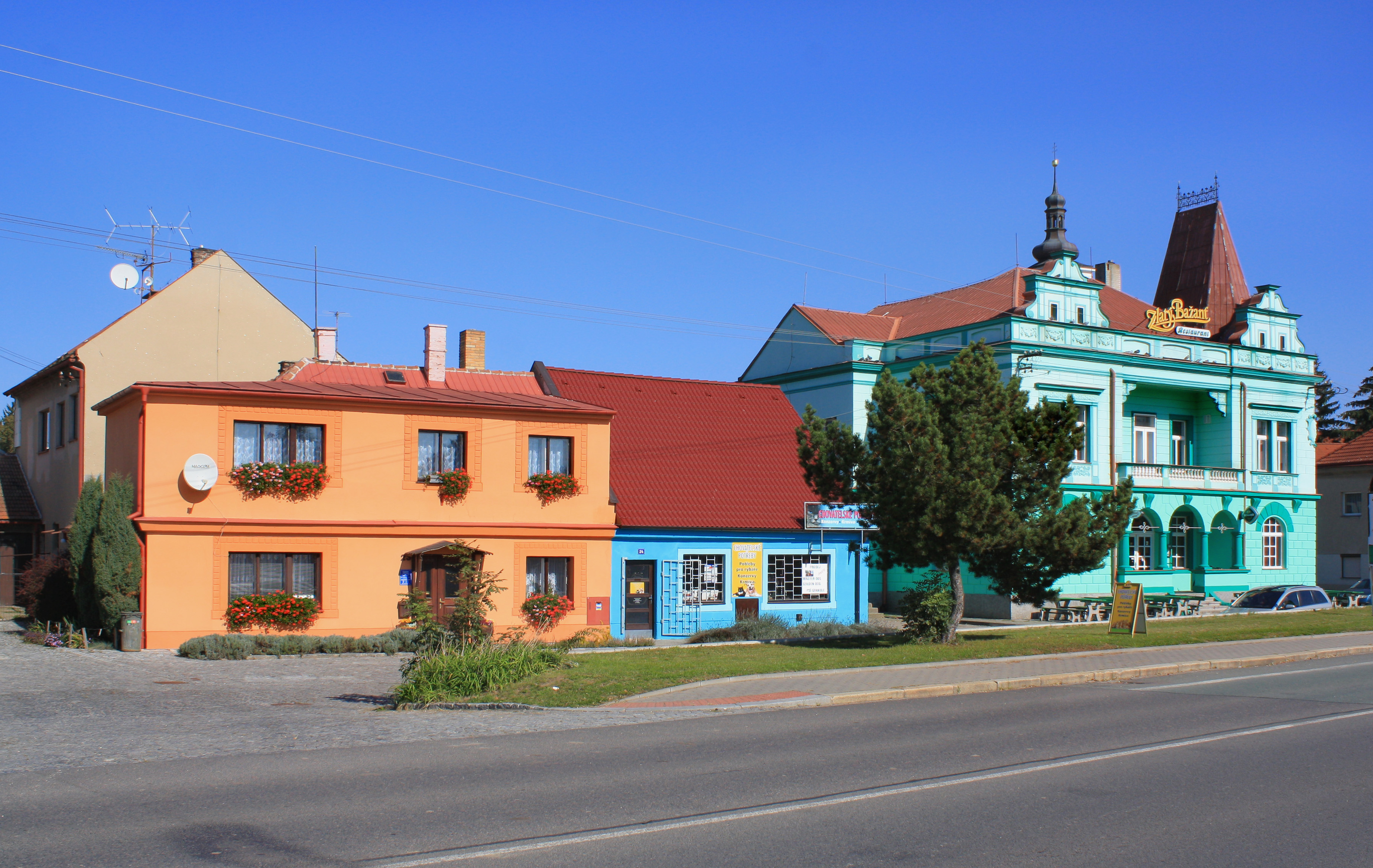
Rue Smetanova.
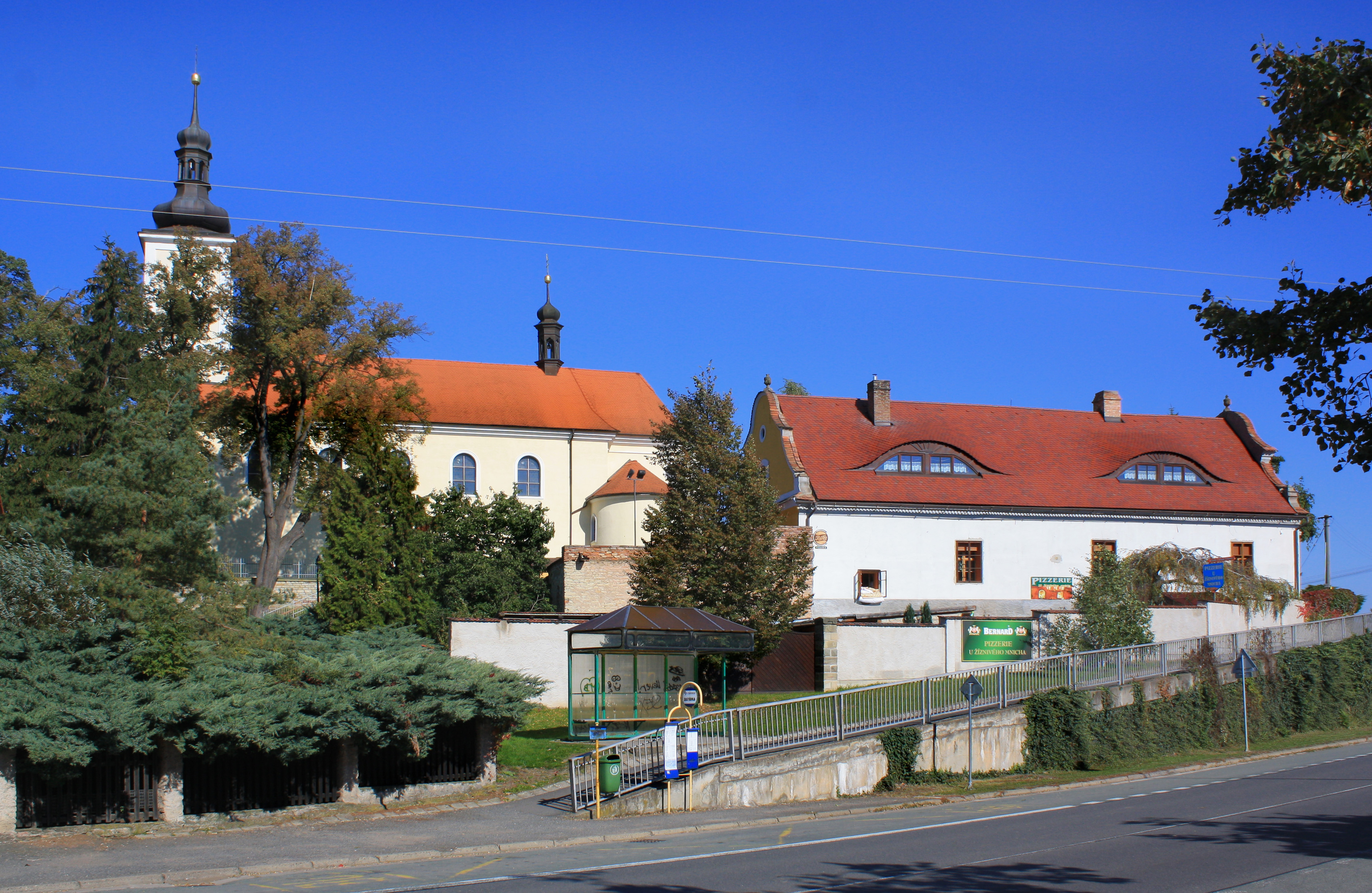
Église Saint-Martin.

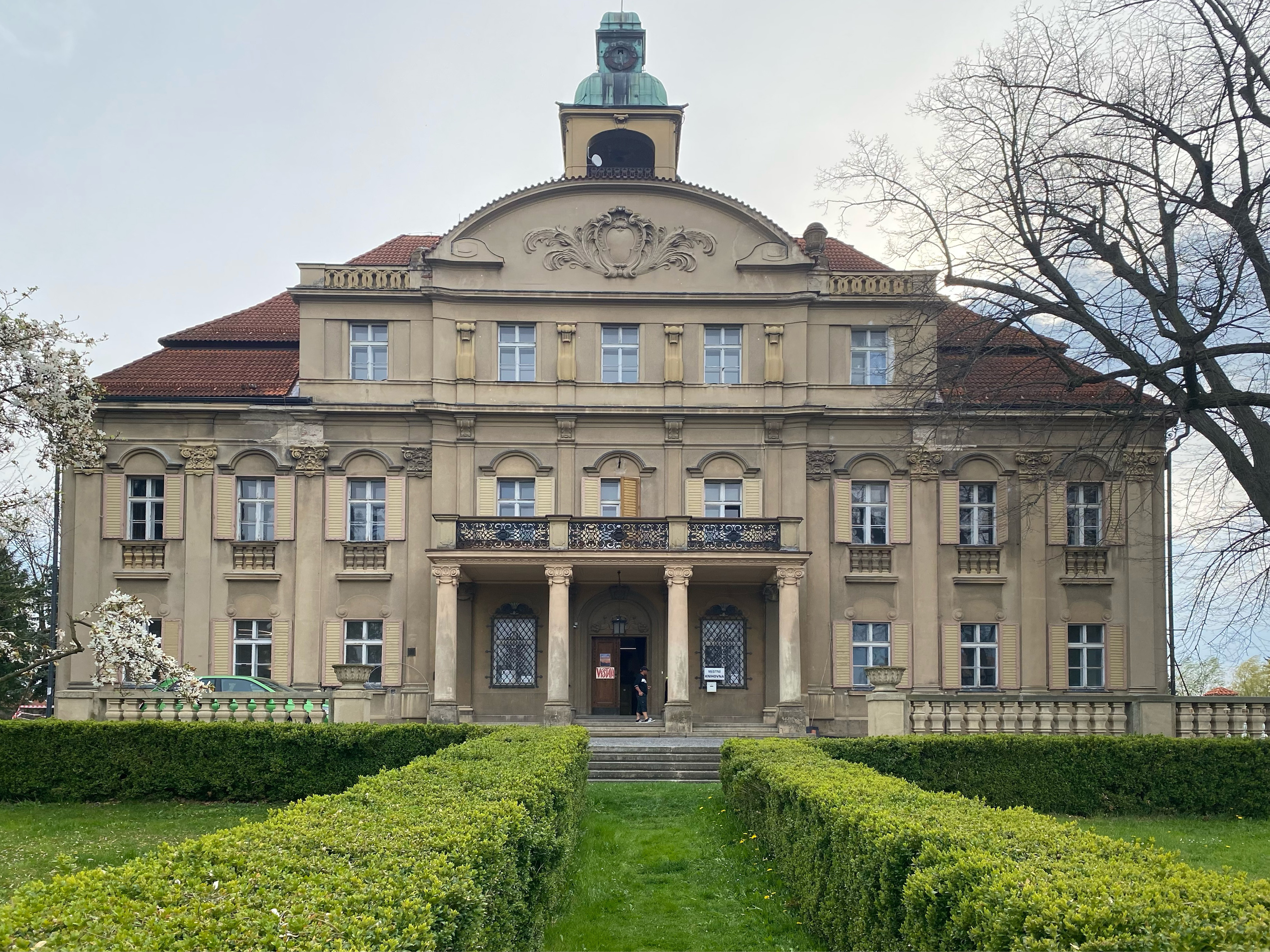
Château de Hrochův Týnec.

## Transports
Par la route, Hrochův Týnec se trouve à 9,2 km de Chrudim, à 14,5 km de Pardubice et à 131 km de Prague.